# Lancelot Andrewes

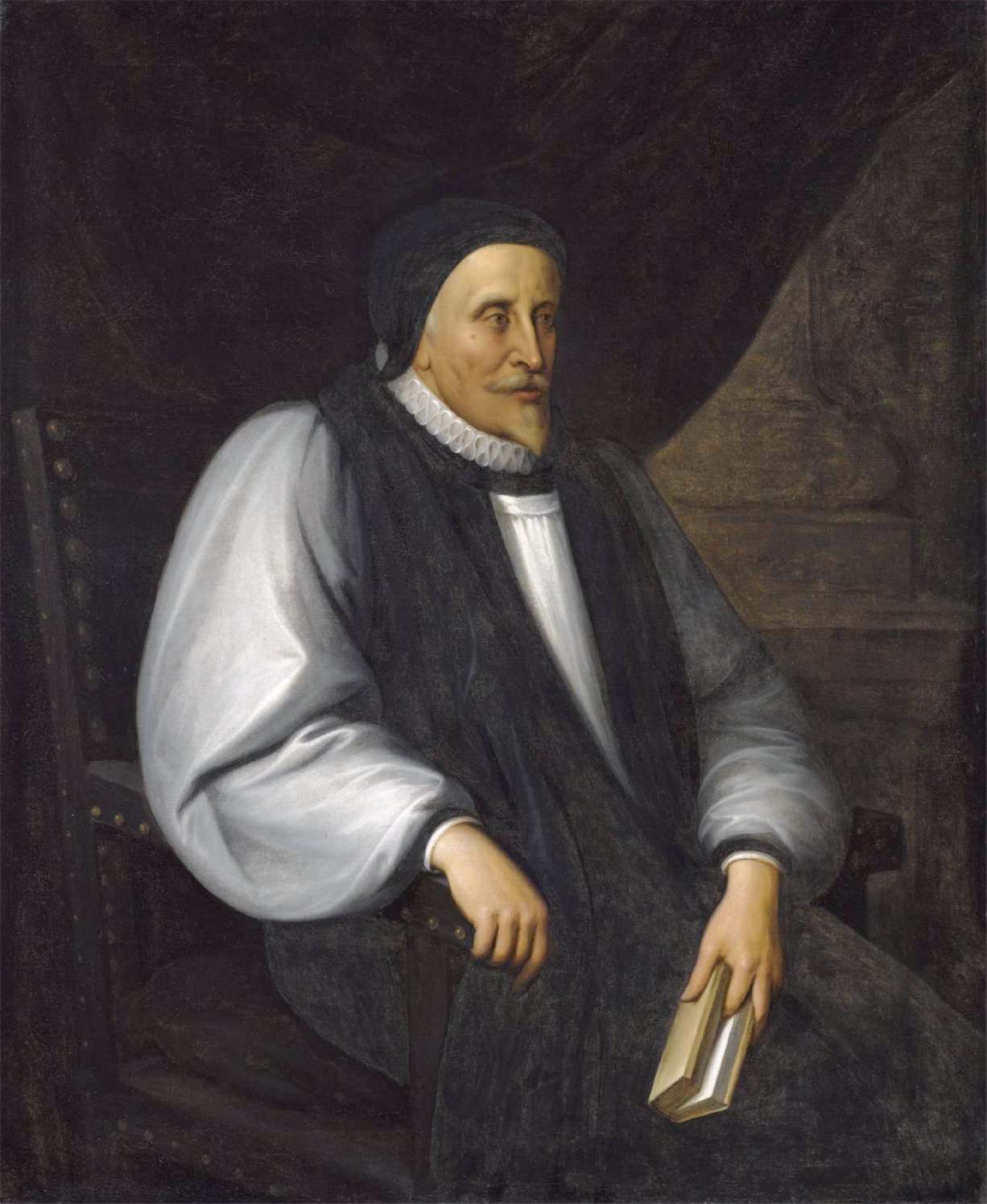
Lancelot Andrewes

Lancelot Andrewes (* 16. Juli 1555 in London; † 25. September 1626 ebenda) war ein englischer Gelehrter, Theologe und Prediger.

## Leben
Andrewes stammte aus einer angesehenen Familie aus der Grafschaft Suffolk. Sein Vater, Thomas Andrewes, war Master im Trinity House. Er studierte von 1571 bis 1578 Theologie an der Universität Cambridge und promovierte als Magister artium. 1589–1605 war er Master of Pembroke College, Cambridge.
Andrewes erregte die Aufmerksamkeit der Königin Elisabeth I. durch seine Predigten, gelangte aber erst unter König Jakob I. zu Einfluss. Nacheinander wurde er Bischof von Chichester (1605–1609), Ely (1609–1619) und Winchester (1618–1626). Andrewes nahm 1604 an der „Hampton-Court-Konferenz“ teil. Die Vorbereitung wichtiger Abschnitte der englischen Bibelübersetzung (King-James-Bibel, 1611) wurde ihm übertragen, und mit Kardinal Robert Bellarmin (1542–1621) führte er eine schriftliche Diskussion über die königliche Gewalt. Ungeachtet seiner Opposition zur Römisch-katholischen Kirche wandte er sich gegen die calvinistische Interpretationen der Puritaner und beeinflusste die Gestaltung fest begründeter anglikanischer Lehrsätze und Riten.
Die „Private Devotions“, welche der schottische promovierte Theologe Alexander Whyte 1895/96 herausgab, sind eine englische Übertragung der Preces privatae – einer ursprünglich auf Latein verfassten Gebetsammlung von Andrewes, die erstmals 1626 veröffentlicht worden war.

## Gedenktag
In der Anglikanischen Kirche wird der 25. September als Lancelot Andrewes Gedenktag begangen.